# 紫色深海鰩
紫色深海鰩（學名：Bathyraja violacea），為軟骨魚綱鰩目單鰭鰩科深海鰩屬的一種，分布於西北太平洋北海道的鄂霍次克海外海到堪察加半島海域，深度20至1110公尺，體長可達102公分，棲息在深海沙泥底質海域，為底棲性魚類，卵生，會成對出現，幼魚可能傾向跟隨大的個體，屬肉食性，生活習性不明。